# Tyrotama
Tyrotama is een geslacht van spinnen uit de  familie van de Hersiliidae.

## Soorten
- Tyrotama abyssus Foord & Dippenaar-Schoeman, 2005
- Tyrotama arida (Smithers, 1945)
- Tyrotama australis (Simon, 1893)
- Tyrotama bicava (Smithers, 1945)
- Tyrotama fragilis (Lawrence, 1928)
- Tyrotama incerta (Tucker, 1920)
- Tyrotama soutpansbergensis Foord & Dippenaar-Schoeman, 2005
- Tyrotama taris Foord & Dippenaar-Schoeman, 2005